# Кононенко Андрій Вікторович
Андрій Вікторович Кононенко (нар. 7 березня 1974, Суми, УРСР) — радянський та український футболіст та тренер, виступав на позиції нападника.

## Кар'єра гравця
У 1991 році розпочав футбольну кар'єру в харківському «Маяку». Потім виступав в аматорському клубі «Локомотив» (Конотоп). 1995 року виступав у чемпіонаті Полтавської за лубенську «Сулу». У 1996 році захищав кольори друголігового клубу «Гірник-спорт». Потім повернувся до конотопського клубу, який змінив назву на «Шахтар» (Конотоп). У 2002 році завершив кар'єру гравця.

## Кар'єра тренера
По завершенні ігрової кар'єри розпочав тренерську діяльність. 28 червня 2011 року приєднався до тренерського штабу ПФК «Суми». З квітня 2013 року після звільнення Ігора Захаряка почав виконувати обов'язки головного тренера, а 17 червня 2013 року був призначений головним тренером ПФК «Суми». 2 вересня 2013 року потрапив до символічної збірної 8-го туру Фавбет Ліги 1 як найкращий тренер туру. 18 травня 2014 року був звільнений з займаної посади. У липні 2014 року був призначений консультантом у клубі «Гірник» (Кривий Ріг). 23 вересня 2015 року очолив сумський клуб «Барса», яким керував до кінця квітня 2016 року. З 22 серпня 2016 року працював тренером петрівського «Інгульця-2», а 15 вересня 2017 року — звільнений з посади головного тренера. З 15 січня 2018 року працює помічником головного тренера МФК «Миколаєва».